# Elizabeth Caroline Grey
Elizabeth Caroline Grey (1798–1869), también conocida Mrs. Colonel Grey o Mrs. Grey, fue una escritora inglesa. Escribió más de 30 novelas románticas, aristocráticas, góticas, melodramáticas y "penny dreadful" durante su carrera literaria entre la década de 1820 y 1867. El crítico estadounidense Samuel Austin Allibone, comentando la reputación de Grey en 1859 dijo que debía ser considerada como una de las novelistas más populares del momento. Sin embargo, esa reputación no la sobrevivió y actualmente gran parte de los detalles de su vida y obra son bastante desconocidos fuera de campos de estudios especializados como la literatura victoriana y la literatura de vampiros. Actualmente Elizabeth Caroline Grey a menudo es recordada como la primera mujer que escribió y publicó una historia de vampiros, El esqueleto del conde, o la amante vampiro que fue publicada por primera vez en 1828 en el semanario The Casket en 1828.
El apellido de soltera de Elizabeth Grey era Duncan y era la sobrina de "Miss Duncan", una famosa actriz de finales del siglo XVIII. Se casó con "El Coronel Grey", un reportero del periódico Morning Chronicle, sobre el que se conocen pocos detalles. Elizabeth Grey trabajó en una escuela de señoritas de Londres y se dedicaba a escribir en su tiempo libre. Entre sus obras destacan novelas como Sybil Lennard (1846) sobre una huérfana suiza que se convierte en institutriz en Inglaterra, y que según John Sutherland se parece a la historia de las hermanas Brönte. También escribió penny dreadful, relatos cortos de aventura y terror como Murder Will Out (1860) y The Iron Mask (1847). La habilidad de Grey para escribir literatura "correcta" para la sociedad acomodada y relatos sensacionalistas góticos (algunos de los cuales fueron publicados de forma anónima al principio) le hicieron conseguir una amplia y diversa popularidad en su época.

## Fraude literario
Existe la sospecha de que no todas las obras atribuidas a Mrs. Grey fueron escritas por ella, de hecho la historia de su vida tal y como es conocida habitualmente (en este artículo) puede ser una falsificación. Helen R. Smith, en “New Light on Sweeney Todd, Thomas Peckett Prest, James Malcolm Rymer and Elizabeth Caroline Grey,” llegó a la conclusión de que James Malcolm Rymer fue el autor de varios penny dreadfuls atribuidos a Mrs. Grey. Muchas de sus obras fueron publicadas por Edward Lloyd, y el nombre de Grey nunca apareció en ellas, aunque a posteriori le fueron atribuidas por el escritor Andrew De Ternat en un artículo de 1922. 
En una investigación reciente Patrick Spedding en un artículo titulado "The Many Mrs Greys: Confusion and Lies about Elizabeth Caroline Grey, Catherine Maria Grey, Maria Georgina Grey and Others". afirma que Andrew De Ternant falsificó por completo la vida de Grey.

## Obras
Obras de Elizabeth Caroline Grey.
- El esqueleto del conde, o la amante vampiro, en 1828 en The Casket. (penny dreadful).[9]
- De Lisle: or, The Distrustful man. Londres: Bull, 1828.
- The Trials of Life. Londres: E. Bull, 1829
- Alice Seymour: A Tale. Londres: J. Hatchard and Son. 1831
- The Duke. Londres: Bentley, 1839.
- The Young Prima Donna. Londres: Bentley, 1840.
- The Little Wife, and The Baronet's Daughters. Londres: Saunders and Otley, 1841.
- The Belle of the Family: or, The Jointure: A Novel. Londres: Newby, 1843.
- The Old Dower House: A Tale of Bygone Days. Londres: Newby, 1844.
- The Bosom Friend: A Novel. Londres: Newby, 1845.
- The Gambler's Wife. Londres: Newby, 1845.
- Hyacinthe; or, The Contrast. Londres: Newby, 1845.
- Sybil Lennard. Londres: Newby, 1846.
- The Ordeal by Touch. 1846. (penny dreadful)[9]
- The Daughters. Londres: Newby, 1847.
- The Iron Mask. 1847. (penny dreadful)[9]
- Aline: An Old Friend's Story. Londres: Newby, 1848.
- The Rectory Guest. Londres: Newby, 1849.
- Mabel Carrington: A Novel. Londres: Newby, 1849.
- An Old Country House. Londres: Newby, 1850.
- Mary Seaham. Londres: Colburn, 1852.
- The Young Husband. Londres: Hurst and Blackett, 1854.
- Sibyl's Little Daughter: A Sequel to The Gipsy's Daughter. Londres: Thomas Cautley Newby, 1854
- Cousin Harry: A Novel. Londres: Hurst and Blackett, 1858.
- Two Hearts Tale. Londres: Hurst and Blackett, 1858.
- The Opera-Singers Wife. Londres, 1860.[10]
- The Little Beauty: A Novel. Londres: Hurst and Blackett, 1860.
- Murder Will Out. 1860. (penny dreadful)[9]
- One of the Family. 1861.[10]
- The Autobiography of Frank, the Happiest Dog that Ever Lived. Londres, 1861.[10]
- Passages in the Life of a Fast Young Lady. Londres: Hurst and Blackett, 1862.
- Good Society: or, Contrasts of Character. Londres: Hurst and Blackett, 1863.
- Love's Sacrifice. Londres: Hurst and Blackett, 1867.